# North American Soccer League 1970
La temporada 1970 de la North American Soccer League (NASL) fue la 3ª edición realizada de la primera división del fútbol en los Estados Unidos. Rochester Lancers fueron los campeones de ese año.

## Equipos participantes
- Atlanta Chiefs
- Dallas Tornado
- Kansas City Spurs
- Rochester Lancers (Nuevo equipo, procedente de la ASL)
- Saint Louis Stars
- Washington Darts  (Nuevo equipo, procedente de la ASL)

### Equipo retirado
- Baltimore Bays (Cierre de operaciones)

## Tabla de posiciones
Sistema de puntos: 6 puntos por una victoria, 3 por un empate, ninguno por una derrota, y 1 punto adicional a cualquier encuentro disputado que haya marcado hasta 3 goles en un partido.

### División del norte
| Pos. | Equipos           | PJ | G | E | P  | GF | GC | Dif. | Pts. |
| ---- | ----------------- | -- | - | - | -- | -- | -- | ---- | ---- |
| 1    | Rochester Lancers | 24 | 9 | 6 | 9  | 41 | 45 | -4   | 111  |
| 2    | Kansas City Spurs | 24 | 8 | 6 | 10 | 42 | 44 | -2   | 100  |
| 3    | St. Louis Stars   | 24 | 5 | 2 | 17 | 26 | 71 | -45  | 60   |

     Clasifica a la final.

### División del sur
| Pos. | Equipos          | PJ | G  | E | P  | GF | GC | Dif. | Pts. |
| ---- | ---------------- | -- | -- | - | -- | -- | -- | ---- | ---- |
| 1    | Washington Darts | 24 | 14 | 4 | 6  | 52 | 29 | +23  | 137  |
| 2    | Atlanta Chiefs   | 24 | 11 | 5 | 8  | 53 | 33 | +20  | 129  |
| 3    | Dallas Tornado   | 24 | 8  | 4 | 12 | 39 | 39 | 0    | 92   |

     Clasifica a la final.

## Final
| Fechas                             |                   | Resultado global |                  | Ida   | Vuelta |
| ---------------------------------- | ----------------- | ---------------- | ---------------- | ----- | ------ |
| 5 de septiembre - 12 de septiembre | Rochester Lancers | 6 - 1            | Washington Darts | 3 - 0 | 3 - 1  |

| Bandera de Estados Unidos               |
| Campeón Rochester Lancers Primer título |

## Goleadores
| Jugador              | Equipo            | Goles | Puntos |
| -------------------- | ----------------- | ----- | ------ |
| Kyriakos Apostolidis | Dallas Tornado    | 16    | 35     |
| Carlos Metidieri     | Rochester Lancers | 14    | 35     |
| Art Welch            | Atlanta Chiefs    | 13    | 34     |

## Premios

### Reconocimientos individuales
- Jugador más valioso

 Carlos Metidieri (Rochester Lancers)
- Entrenador del año

 Sal de Rosa (Rochester Lancers)
- Novato del año

 Jim Leeker (St. Louis Stars)